# Jantar às Oito
Dinner at Eight (bra: Jantar às Oito; prt: Jantar às Oito, ou Jantar às 8) é um filme de comédia dramática estadunidense de 1933, dirigido por George Cukor, com roteiro de Frances Marion, Herman J. Mankiewicz e Donald Ogden Stewart  baseado na peça teatral de George S. Kaufman e Edna Ferber. 
O filme ocupou a 85ª posição na lista do American Film Institute das 100 Melhores Comédias de Todos os Tempos.

## Sinopse
Aspirante a socialite, Milicent Jordan e seu marido convidam amigos e conhecidos da alta sociedade para um jantar na sexta-feira, às 8 horas. Cada convidado tem uma história de segredos e dificuldades, e à medida que o horário do evento se aproxima, as histórias de escândalo e intriga atingem seus clímax. O filme aborda temas como pessoas ricas lidando com a perda de dinheiro e prestígio, relações entre homens e mulheres de poder, amor cego, egoísmo e altruísmo, conflitos de classes, suicídio, infidelidade. 

## Elenco
- Marie Dressler ...  Carlotta Vance
- John Barrymore ...  Larry Renault
- Wallace Beery ...  Dan Packard
- Jean Harlow ...  Kitty Packard
- Lionel Barrymore ...  Oliver Jordan
- Lee Tracy ...  Max Kane
- Edmund Lowe ...  Dr. Wayne Talbot
- Billie Burke ...  Millicent Jordan
- Madge Evans ...  Paula Jordan
- Jean Hersholt ...  Jo Stengel
- Karen Morley ...  Mrs. Lucy Talbot
- Louise Closser Hale ...  Hattie Loomis
- Phillips Holmes ...  Ernest DeGraff
- May Robson ...  Mrs. Wendel
- Grant Mitchell ...  Ed Loomis

## Galeria

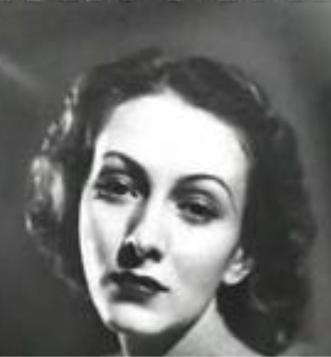
Karen Morley
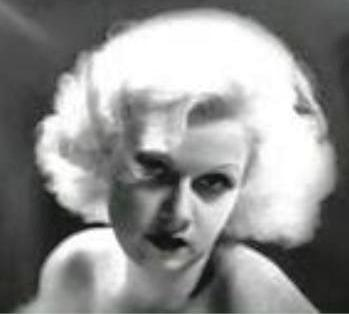
Jean Harlow
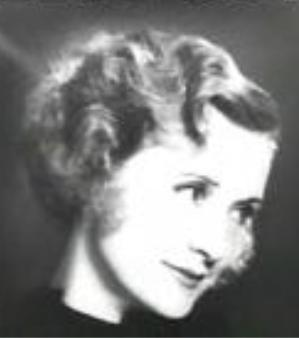
Billie Burke
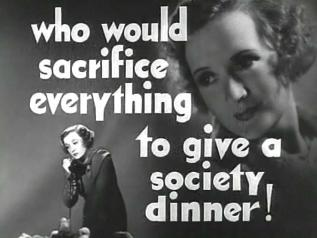
Madge Evans